# 赤目のジャック
『赤目のジャック』（あかめのジャック）は、佐藤賢一による歴史小説。発表時の題名は『赤目 ジャックリーの乱』であり、文庫化にあたって改題された。ジャックリーの乱を題材としている。

## 概要
のちに直木賞を受賞する佐藤賢一の第3作にあたる。初出は『鳩よ!』1997年5月号から7月号に連載されたもの。単行本はマガジンハウスから『赤目　ジャックリーの乱』の題で1998年3月に出版され、改めて『赤目のジャック』として集英社文庫から2001年に発売された。
年代記作者ジャン・フロワサールの史料などを参考として執筆されており、ジャックリーの乱の残虐性を生々しく描いている。前作の『傭兵ピエール』がジャンヌ・ダルクという日本人にも馴染みのある題材を扱っているのに対し、本作はジャックリーの乱というマイナーなテーマを扱いながらも背景知識がなくても読めるように配慮されている。

## あらすじ
14世紀なかば、北フランス・ボーヴェ地方のベルヌ村に住む農民の若者、フレデリは、美しい婚約者の少女マリー、双子の兄のロベール、兄の婚約者のシルヴィアたちと幸せに暮らしていた。しかし、百年戦争の集結により職にあぶれた傭兵たちの手によってその平和は破られる。傭兵たちがベルヌ村で激しい略奪を行うさなか、ロベールは傭兵に殺され、マリーとシルヴィアは傭兵たちによって輪姦されてしまう。絶望するフレデリたち村人たちに、村に住む赤い目の乞食の托鉢修道士であるジャックがある提案をする。その内容は、傭兵から村を守れなかった貴族に復讐するべきだというものだった。ジャックの扇動によって領主の住むベラトゥール城を襲撃した村人たちは、貴族たちを虐殺し、令嬢のシャルロットを凌辱する。村人たちは暴力を振るうことをためらわない人間となり、その目は赤くなっていた。フレデリはその様子に嫌悪感を催すが、城主の奥方にして絶世の美女のブリジットに手ひどく侮辱されたうえに逃亡されたことから、改めて貴族への憎しみを深くする。
ジャックの指導のもと反乱の規模はさらに拡大する。ボーシャン副伯を葬った暴徒たちは金品を略奪し、多くの貴族女性を慰み者としていた。そのさなかでフレデリは、処女の修道女マリーと出会う。婚約者と同じ名前の彼女に同情したフレデリは、男たちに彼女が襲われないように守ろうとし、彼女と親しくなっていく。だが、暴徒たちは彼女をもその毒牙にかけようとした。旅芸人のジェロームの仲裁でその場は収まるが、その直後にジャックはマリーを強姦するように命令する。ためらう彼にジャックは、実はフレデリの婚約者マリーが姦通を行っていた事実を告げる。衝撃で錯乱した彼は修道女マリーを暴力的に犯してしまう。
その後、反乱は徐々に劣勢となっていった。ジェロームの勧めで反乱軍から脱退したフレデリは、自身に屈辱を味わわせたブリジットに報復しようとする。修道女マリーを旅芸人一座に身売りさせた代わりに手に入れた馬車でブリジットに追いついたフレデリは、彼女を捕縛する。監禁した彼女を数日間にわたって凌辱した。やがて彼女を死刑執行人に売り払ったフレデリは村へ戻り、婚約者のマリーと結婚する。すでにジャックは敗北し、処刑されていた。その20年後、マリーとジャックの子であるジェロモがふたたびイタリアの労働者反乱であるチョンピの乱を起こすところで物語は終わる。

## 登場人物

### 反乱軍
フレデリ
18歳の純朴な農民の青年。ベルヌ村に住む。反乱の指導者となるジャックと親しかったため、彼の側近として活動し「大法官」を僭称する。当初は残虐行為に否定的だったが、修道女のマリーを強姦した後、積極的に貴族を処刑し、多くの女性を凌辱するようになる。途中で反乱軍を離脱し、婚約者のマリーと結婚。フィレンツェに移住して、梳毛工となりマリーの子であるジェロモを育てた。
ジャック
ベルヌ村に住む乞食の托鉢修道士。赤い目をもち村民からは恐れられているが悪さをせず世俗的な知恵に長け悩みを解決してくれるため一定の距離を持ちつつ受け入れられている。村が傭兵に襲われた後、反乱の指導者としてジャックリーの乱を起こす。昔は富裕な毛織物商で貴族となろうとしていたが、事業に失敗して没落したという過去をもつ。また、実はフレデリの婚約者のマリーを強姦して自身の情婦としていた。「ジャック・ル・ボノム」として王を僭称するが、反乱軍が劣勢となると騎士軍に捕らえられ処刑された。
ジェロモ
カルペッティ一座の旅芸人。フレデリの友人で男色家。貴族を虐殺するジャックの姿勢に批判的。20年後にフレデリと再会した直後、馬車に轢かれて死亡する。
ロラン
粗暴な村の住人。自分の奴隷とした貴族女性の尻に焼き印を押して犯すなど、蛮行を行う。ジャックが王を名乗ると、ロランは「大元帥」に任じられた。
マルセル
村の保守派。当初は叛乱に批判的だったが、のちに積極的に略奪を行うようになり、貴族の幼い少女を捕らえて、全裸のまま磔とした。その後、数ヶ月にわたり少女を慰み者としていたが、フレデリの手で彼女は処刑されてしまう。
ユーグ
ベルヌ村の村長。妻と息子を殺害され、明るい性格の息子の嫁と15歳の孫娘を傭兵に強姦される。反乱軍に加わり、シャルロットを凌辱した。
ギョーム・カルル
コンピエーニュ付近で蜂起した一党の首領。穏健派に属する。

### ベルヌ村の人々
ロベール
フレデリの双子の兄。頼もしい男でフレデリに尊敬されていた。傭兵に襲われた婚約者のシルヴィアを救おうとして失敗。シルヴィアを慰み者とされた上、二人とも殺害された。
シルヴィア
16歳の村娘。ロベールの婚約者で、フレデリの幼なじみ。褐色の髪を有する美しい女性。ロベールの名を騙ったフレデリに欺かれ、犯されたことがある。傭兵に村が襲われると、目の前で婚約者を殺されたうえ、傭兵に輪姦されたのちに殺害された。
マリー
14歳の栗毛の美少女。フレデリの婚約者。婚約者のそばで傭兵たちの慰み者として繰り返し犯されてしまい、命は助かるものの妊娠が発覚する。実は以前にジャックによってレイプされたことがあり、それ以来ジャックとの姦通を続けていた。反乱が収束するとフィレンツェに移住して、フレデリと結婚。息子のジェロモを育てた。

### 貴族
アンゲラン・ドゥ・ベラトゥール
ベルヌ村の領主。ブリジットの夫。武勇に秀でていると言われていたが、反乱軍によって撲殺された。
シャルロット・ドゥ・ベラトゥール
貴族の令嬢。ブリジットの娘で、修道女マリーの姪にあたる。14歳の金髪の美少女。領民からは崇拝されていた。ベラトゥール城が陥落すると、薄手の寝間着姿のまま暴徒の前に引きずり出された。猿轡を外されると、美しく凛とした声で暴徒たちの非を責めたため、暴徒たちは貴族への畏敬から彼女に暴行を加えることをためらう。しかし、ジャックは彼女の服に水を浴びせて、乳首や女性器が露わな状態にさせた上で、暴徒たちにシャルロットを犯すように命じた。その結果、暴徒たちはついにシャルロットに襲いかかる。シャルロットは新しい男性器が挿入されるたびに「ノン！」と泣き叫び、許しを乞うが、結局、60人の暴徒すべてが彼女を輪姦した。その様子はフレデリに激しい嫌悪感と情欲を抱かせた。その後、他の村からも参加者を募るための材料として他の女性たちとともに監禁され、性的奉仕を強要され続けた。
ブリジット・ドゥ・ベラトゥール
ボーシャン家の娘で、アンゲランの妻。30代前半の美しく高慢な女性。ベラトゥール城が陥落した際にフレデリを侮辱して逃亡する。ジャックとは古い知り合いであることが判明し、その後、フレデリに捕らえられる。フレデリによって廃屋で数日間にわたって犯されたあと、わずか3フランで賤視されていた死刑執行人の妻として売り払われた。
マリー・ドゥ・ボーシャン
20歳。金髪の肉感的な女性。ボーシャン副伯の妹で、ブリジットは年の離れた姉にあたる。反乱軍によって輪姦されそうになるが、フレデリに保護される。その後、ロランらの手にかかり服を剥がれ、胸を愛撫されて犯されそうになるが、ジェロモの手で止められる。しかし、結局、錯乱したフレデリによって犯され処女を失った。他の男に襲われないために、フレデリとの関係を強化しようとする。フレデリと愛しあうようになるが、彼の心変わりによって馬車代の代わりにカルペッティ一座に貸し出される。フレデリは彼女を迎えに行くことはなく、そのまま一座の慰み者となったあげく5人の子を孕んだことがジェロームの口から語られる。
フルク・ドゥ・ボーシャン
大貴族のボーシャン副伯。周辺の騎士に援軍を要請するも、城があっけなく陥落。殺害されて人肉食の対象となった。ブリジットとマリーの兄。
ボーシャン夫人
フルクの妻。ブリジットとマリーの義理の姉。28歳。幼い息子の眼前で反乱軍に輪姦され、夫の肉を食べさせられそうになる。凌辱のさなか息子を殺されたことに絶望して舌を噛みきって自殺した。

### その他
ジョン・ホークウッド
傭兵隊長。ベルヌ村を略奪し、マリーやシルヴィアを含む村の女性を傭兵たちに襲わせた。
サルヴェストロ・デ・メディチ
フレデリと親しいフィレンツェの商人。ジェロモを大学に通わせることを勧める。
ミケーレ・ディ・ランド
フレデリの同僚の梳毛工。現状に不満を持ち密かにジェロモに相談している。後のチョンピの乱の指導者。
ジェロモ
村娘のマリーの子で、父親はジャック。19歳の聡明で前途有望な若者。赤目をもち、人を魅了する力がある。まもなくチョンピの乱を引き起こす。

## 書誌情報
- 赤目 ジャックリーの乱（単行本、マガジンハウス、1998年3月発売 ISBN 978-4838708543）
- 赤目のジャック（集英社文庫、2001年5月発売 ISBN 978-4087473209）